# Кукорс, Ариана
Ариана Кукорс (англ. Ariana Kukors, род. 1 июня 1989, Федерал-Уэй, Вашингтон) — американская пловчиха, чемпионка мира, призёр чемпионатов мира и Пантихоокеанских чемпионатов. Член сборной США по плаванию. Участница летних Олимпийских игр 2012 года.

## Биография
Ариана Кукорс родилась в штате Вашингтон в 1989 году, в семье Питера и Джапье Кукорс. Плаванием начала заниматься с пятилетнего возраста. Выпускница 2007 года средней школы Оберн Маунтинвью.
В августе 2009 года Кукорс переехала в Фуллертон, штат Калифорния, чтобы проводить тренировки с командой Fullerton Aquatics Sports Team (FAST). Её тренер Шон Хатчисон был назначен главным тренером этой команды.
Ариана завершила в 2012 году обучение в Университете Чепмена, получив степень бакалавра в области экономики и предпринимательства.
В 2018 году Ариана обратилась с иском в суд к Федерации плавания по факту бездействия об имеющих место сексуальных домогательствах к спортсменке со стороны тренера Шона Хатчинсона.

## Спортивная карьера
На национальном чемпионате 2006 года Кукорс завоевала право выступить на Пантихоокеанском чемпионате по плаванию 2006 года и чемпионате мира по водным видам спорта 2007 года. В Виктории на дистанции 400 метров комплексным плаванием, в ходе Пантихоокенского чемпионата, она стала второй и завоевала серебряную медаль.
В следующем 2007 году Ариана приняла участие в чемпионате мира по водным видам спорта 2007 года, который состоялся в Мельбурне, и заняла пятое место в индивидуальной гонке на 400 метров комплексным плаванием.
На чемпионате мира по водным видам спорта 2009 года, который проходил в Италии в Риме, Кукорс завоевал титул чемпионки мира на дистанции 200 метров комплексным плаванием. Также на этом турнире она завоевала серебряную медаль в составе эстафетной четвёртки 4 по 200 метров вольным стилем. За своё выступление в 2009 году американская спортсменка была названа лучшей американской пловчихой года по версии журнала Swimming World.
На Пантихоокеанском чемпионате по плаванию 2010 года Кукорс завоевал серебро на дистанции 200 метров комплексным плаванием, финишировав позади австралийки Эмили Сибом. Также Ариана заняла девятое место в итоговом протоколе на дистанции 400 метров комплексным плаванием. В этом же году она приняла участие в чемпионате мира по плаванию на короткой воде, который проходил в Дубае и завоевала чемпионский титул на 100 метрах комплексным плаванием, а также бронзу на дистанции вдвое больше.
На чемпионате мира по водным видам спорта 2011 года в Шанхае американка участвовала в заплывах на дистанции 200 метров комплексным плаванием, заняла третье место, уступив китаянке Е Шивэнь и австралийке Алисии Куттс.
На Олимпийские игры 2012 года Кукорс квалифицировалась в олимпийскую сборную США. Приняла участие в заплывах на дистанции 200 метров комплексным плаванием, вышла в финал и заняла пятое место в итоговом протоколе.
Ариана Кукорс официально объявила о своём завершении спортивной карьеры 26 сентября 2013 года. В настоящее время она работает директором отдела здравоохранения в Вашингтоне и пишет для  онлайн-журнала Active Northwest.